# Aubonne (district)
Aubonne (Duits: Bezirk Aubonne, Frans: District d'Aubonne) is een bestuurlijke eenheid van het kanton Vaud. De hoofdplaats is Aubonne. Het district is in de cirkels (Frans: Cercle) Ballens, Aubonne en Gimel opgesplitst.
Het district bestaat uit 17 gemeenten, heeft een oppervlakte van 153,25 km² en heeft 11.385 inwoners (eind 2003).
| Aubonne       | 2650 | 6,88 |
| Bougy-Villars | 399  | 1,78 |
| Féchy         | 649  | 2,71 |
| Saint-Livres  | 544  | 8,10 |

| Apples  | 1159 | 12,89 |
| Ballens | 375  | 8,47  |
| Berolle | 206  | 9,59  |
| Bière   | 1393 | 25,00 |
| Mollens | 275  | 11,00 |

| Gimel        | 1398 | 18,86 |
| Longirod     | 359  | 9,48  |
| Marchissy    | 347  | 11,98 |
| Montherod    | 403  | 4,97  |
| Pizy         | 78   | 2,51  |
| Saint-George | 695  | 12,30 |
| Saint-Oyens  | 237  | 3,04  |
| Saubraz      | 218  | 3,69  |

Aigle · Broye-Vully · Gros-de-Vaud · Jura-Nord vaudois · Lausanne · Lavaux-Oron · Morges · Nyon · Ouest lausannois · Riviera-Pays-d'Enhaut

Voormalige districten: Aubonne · Avenches · Cossonay · Echallens · Grandson · La Vallée · Lavaux · Moudon · Orbe · Oron · Payerne · Pays-d'Enhaut · Rolle · Vevey · Yverdon